# O’Brien Smith
O’Brien Smith (* um 1756 in  Irland; † 27. April 1811) war ein US-amerikanischer Politiker. Zwischen 1805 und 1807 vertrat er den Bundesstaat South Carolina im US-Repräsentantenhaus.

## Werdegang
Über das Leben von O’Brien Smith gibt es wenig Informationen. Weder sein genauer Geburtsort noch das Geburtsdatum sind bekannt. Die Quellen gehen davon aus, dass er etwa 1756 in Irland geboren wurde. Er wuchs in seiner Heimat auf und kam nach dem Ende des Amerikanischen Unabhängigkeitskrieges nach South Carolina. Am 31. Juli 1784 leistete er den Treueeid gegenüber den Vereinigten Staaten.
In seiner neuen Heimat begann Smith eine politische Laufbahn. Zwischen 1791 und 1799 war er Abgeordneter im Repräsentantenhaus von South Carolina. Im Jahr 1803 wurde er in den Staatssenat gewählt. Bei den Kongresswahlen des Jahres 1804 wurde er als Kandidat der Demokratisch-Republikanischen Partei im vierten Wahlbezirk von South Carolina in das US-Repräsentantenhaus in Washington, D.C. gewählt, wo er am 4. März 1805 die Nachfolge von Wade Hampton antrat. Bis zum 3. März 1807 absolvierte er eine Legislaturperiode im Kongress.
Smiths weiterer Lebensweg ist ebenso unsicher wie seine Herkunft. Er starb am 27. April 1811 an einem unbekannten Ort und wurde in der Nähe von Jacksonboro beigesetzt.